# Iron Maiden Tour
Iron Maiden Tour fue un tour realizado en 1980 por la banda británica Iron Maiden presentando su álbum Iron Maiden. El primer solo de la banda como cabeza del cartel de la gira, seguida de la co-titulado Metal for Muthas Tour antes en ese mismo año. La gira comenzó con una etapa en Bretaña del 1 de abril al 23 de agosto, aunque esto incluía un concierto en Finlandia, antes de que la banda de apoyo Kiss en su Tour Unmasked a partir del 24 agosto al 16 octubre,
inmediatamente después de que el guitarrista Dennis Stratton fue despedido y reemplazado por Adrian Smith
Después de que Smith fue contratado, la banda decidió llevar a cabo una nueva gira británica, que tendrá lugar del 21 noviembre al 21 diciembre.
La gira sería verlos actuar en la Europa continental por primera vez,
así como grabar su primer video en vivo en el Rainbow Theatre, Londres, en la última noche de la gira.

## Datos del tour
| Fecha                    | Ciudad               | País         | Lugar                                                     |
| Europa                   | Europa               | Europa       | Europa                                                    |
| ------------------------ | -------------------- | ------------ | --------------------------------------------------------- |
| 1 de abril de 1980       | Londres              | Inglaterra   | Rainbow Theatre                                           |
| 2 de abril de 1980       | Londres              | Inglaterra   | Marquee Club                                              |
| 3 de abril de 1980       | Londres              | Inglaterra   | Marquee Club                                              |
| 5 de abril de 1980       | Kortrijk             | Bélgica      | Rueda Pop Festival                                        |
| 6 de abril de 1980       | Londres              | Inglaterra   | El Bandwagon                                              |
| 7 de abril de 1980       | Plymouth             | Inglaterra   | Fiesta                                                    |
| 8 de abril de 1980       | Londres              | Inglaterra   | The Ruskin Arms                                           |
| 10 de abril de 1980      | Grimsby              | Inglaterra   | Central Hall                                              |
| 14 de abril de 1980      | Londres              | Inglaterra   | The Ruskin Arms                                           |
| 15 de mayo de 1980       | Lincoln              | Inglaterra   | Drill Hall                                                |
| 16 de mayo de 1980       | Newcastle upon Tyne  | Inglaterra   | Salón Mayfair                                             |
| 17 de mayo de 1980       | Dunfermline          | Escocia      | Kinema salón de baile                                     |
| 18 de mayo de 1980       | Ayr                  | Escocia      | Pabellón                                                  |
| 19 de mayo de 1980       | Aberdeen             | Escocia      | Music Hall                                                |
| 20 de mayo de 1980       | Carlisle             | Inglaterra   | Market Hall                                               |
| 21 de mayo de 1980       | Bradford             | Inglaterra   | St. George Hall, Bradford                                 |
| 22 de mayo de 1980       | Withernsea           | Inglaterra   | Grand Pavilion                                            |
| 23 de mayo de 1980       | Cambridge            | Inglaterra   | Corn Exchange                                             |
| 25 de mayo de 1980       | Dunstable            | Inglaterra   | Sala de Queensway                                         |
| 27 de mayo de 1980       | Blackburn            | Inglaterra   | King George Hall                                          |
| 28 de mayo de 1980       | Wolverhampton        | Inglaterra   | Wolverhampton Civic Hall                                  |
| 29 de mayo de 1980       | Swindon              | Inglaterra   | Brunnel de habitaciones                                   |
| 30 de mayo de 1980       | St Austell           | Inglaterra   | Cornwall Coliseum                                         |
| 1 de junio de 1980       | Bristol              | Inglaterra   | Locarno                                                   |
| 2 de junio de 1980       | Malvern              | Inglaterra   | Winter Gardens                                            |
| 3 de junio de 1980       | Portsmouth           | Inglaterra   | Locarno                                                   |
| 4 de junio de 1980       | Cardiff              | Gales        | Top Rank                                                  |
| 6 de junio de 1980       | West Runton          | Inglaterra   | West Runton Pabellón                                      |
| 7 de junio de 1980       | Birmingham           | Inglaterra   | Birmingham Odeon                                          |
| 8 de junio de 1980       | Sheffield            | Inglaterra   | Top Rank                                                  |
| 9 de junio de 1980       | Liverpool            | Inglaterra   | Royal Court Theatre                                       |
| 11 de junio de 1980      | Sunderland           | Inglaterra   | Centro de La Meca                                         |
| 12 de junio de 1980      | Dundee               | Escocia      | Caird Hall                                                |
| 13 de junio de 1980      | Glasgow              | Escocia      | Apollo Theatre                                            |
| 14 de junio de 1980      | Middlesbrough        | Inglaterra   | Ayuntamiento                                              |
| 16 de junio de 1980      | Wakefield            | Inglaterra   | Unidad de Salón                                           |
| 17 de junio de 1980      | Leicester            | Inglaterra   | De Montford Salón                                         |
| 18 de junio de 1980      | Chatham              | Inglaterra   | Central Hall                                              |
| 19 de junio de 1980      | Guildford            | Inglaterra   | Civic Hall                                                |
| 20 de junio de 1980      | Londres              | Inglaterra   | Rainbow Theatre                                           |
| 21 de junio de 1980      | Bracknell            | Inglaterra   | Centro Deportivo                                          |
| 22 de junio de 1980      | Brighton             | Inglaterra   | Top Rank                                                  |
| 25 de junio de 1980      | Derby Assembly Rooms | Inglaterra   | Assembly Rooms                                            |
| 26 de junio de 1980      | Manchester           | Inglaterra   | Apollo Theatre                                            |
| 27 de junio de 1980      | Bath                 | Inglaterra   | Pabellón                                                  |
| 28 de junio de 1980      | Oxford               | Inglaterra   | Nuevo Teatro                                              |
| 29 de junio de 1980      | Swansea              | Gales        | Brangwyn Hall                                             |
| 30 de junio de 1980      | Poole                | Inglaterra   | Centro de las Artes                                       |
| 1 de julio de 1980       | Portsmouth           | Inglaterra   | Locarno                                                   |
| 3 de julio de 1980       | Londres              | Inglaterra   | Marquee Club                                              |
| 4 de julio de 1980       | Londres              | Inglaterra   | Marquee Club                                              |
| 5 de julio de 1980       | Londres              | Inglaterra   | Marquee Club                                              |
| 8 de julio de 1980       | Londres              | Inglaterra   | Marquee Club                                              |
| 9 de julio de 1980       | Londres              | Inglaterra   | Marquee Club                                              |
| 11 de julio de 1980      | Londres              | Inglaterra   | Marquee Club                                              |
| 12 de julio de 1980      | Londres              | Inglaterra   | Marquee Club                                              |
| 19 de julio de 1980      | Oulu                 | Finlandia    | Kuusrock Festival                                         |
| 24 de julio de 1980      | Varsovia             | Polonia      | Stadion Dziesięciolecia                                   |
| 10 de agosto de 1980     | Londres              | Inglaterra   | Aldea Global                                              |
| 21 de agosto de 1980     | West Runton          | Inglaterra   | West Runton Pabellón                                      |
| 23 de agosto de 1980     | Lectura, Berkshire   | Inglaterra   | Reading Festival                                          |
| Kiss Tour Unmasked       |                      |              |                                                           |
| 29 de agosto de 1980     | Roma                 | Italia       | Castillo de Sant'Angelo                                   |
| 30 de agosto de 1980     | Perugia              | Italia       | Stadio Comunale                                           |
| 31 de agosto de 1980     | Bolonia              | Italia       | Stadio Renato Dall'Ara                                    |
| 1 de septiembre de 1980  | Génova               | Italia       | Palasport di Genova                                       |
| 2 de septiembre de 1980  | Turín                | Italia       | Stadio Olimpico di Torino                                 |
| Reino Unido              |                      |              |                                                           |
| 4 de septiembre de 1980  | Londres              | Inglaterra   | Marquee Club                                              |
| 5 de septiembre de 1980  | Londres              | Inglaterra   | Marquee Club                                              |
| Kiss Tour Unmasked       |                      |              |                                                           |
| 11 de septiembre de 1980 | Núremberg            | Alemania     | Messehalle                                                |
| 12 de septiembre de 1980 | Düsseldorf           | Alemania     | Philipshalle                                              |
| 13 de septiembre de 1980 | Fráncfort del Meno   | Alemania     | Rebstockgelände (aire libre)                              |
| 15 de septiembre de 1980 | Dortmund             | Alemania     | Westfalenhalle                                            |
| 17 de septiembre de 1980 | Stuttgart            | Alemania     | Sindelfingen Messehalle                                   |
| 18 de septiembre de 1980 | Múnich               | Alemania     | Olympiahalle                                              |
| 20 de septiembre de 1980 | Kassel               | Alemania     | Eissporthalle                                             |
| 21 de septiembre de 1980 | Bruselas             | Bélgica      | Bosque Nacional                                           |
| 23 de septiembre de 1980 | Aviñón               | Francia      | Parc des Expositions                                      |
| 24 de septiembre de 1980 | Lyon                 | Francia      | Palacio de los Deportes de Gerland                        |
| 26 de septiembre de 1980 | Lille                | Francia      | Parc des Expositions                                      |
| 27 de septiembre de 1980 | París                | Francia      | Le Bourget                                                |
| 28 de septiembre de 1980 | Basilea              | Suiza        | San Jakobshalle                                           |
| 30 de septiembre de 1980 | Colonia              | Alemania     | Sporthalle                                                |
| 1 de octubre de 1980     | Bremen               | Alemania     | Stadthalle Bremen                                         |
| 2 de octubre de 1980     | Hannover             | Alemania     | Niedersachsenstadion                                      |
| 4 de octubre de 1980     | Hamburgo             | Alemania     | Alsterdorfer Sporthalle                                   |
| 5 de octubre de 1980     | Leiden               | Países Bajos | Groenoordhallen                                           |
| 6 de octubre de 1980     | Karlsruhe            | Alemania     | Schwarzwaldhalle                                          |
| 9 de octubre de 1980     | Estocolmo            | Suecia       | Hovet                                                     |
| 10 de octubre de 1980    | Gotemburgo           | Suecia       | Scandinavium                                              |
| 11 de octubre de 1980    | Copenhague           | Dinamarca    | Estadio Brondby                                           |
| 13 de octubre de 1980    | Drammen              | Noruega      | Drammenshallen (último concierto con Dennis Stratton)     |
| Reino Unido              |                      |              |                                                           |
| 21 de noviembre de 1980  | Uxbridge             | Inglaterra   | Universidad de Brunel (primer concierto con Adrian Smith) |
| 22 de noviembre de 1980  | Leeds                | Inglaterra   | Universidad de Leeds                                      |
| 23 de noviembre de 1980  | Redcar               | Inglaterra   | Coatham Tazón                                             |
| 24 de noviembre de 1980  | Kingston upon Hull   | Inglaterra   | Hull City Hall                                            |
| 25 de noviembre de 1980  | Newcastle upon Tyne  | Inglaterra   | Newcastle City Hall                                       |
| 26 de noviembre de 1980  | Birmingham           | Inglaterra   | Birmingham Odeon                                          |
| 27 de noviembre de 1980  |                      | Inglaterra   | Derby Assembly Rooms                                      |
| 28 de noviembre de 1980  | Hanley               | Inglaterra   | Victoria Hall                                             |
| 29 de noviembre de 1980  | Sheffield            | Inglaterra   | Universidad de Sheffield (Cancelado)                      |
| 30 de noviembre de 1980  | Manchester           | Inglaterra   | Apollo Theatre                                            |
| 1 de diciembre de 1980   | Nottingham           | Inglaterra   | Rock City                                                 |
| 19 de diciembre de 1980  | Londres              | Inglaterra   | Marquee Club                                              |
| 21 de diciembre de 1980  | Londres              | Inglaterra   | Rainbow Theatre                                           |

Referencia: